# Heliconia venusta
Heliconia venusta är en enhjärtbladig växtart som beskrevs av Abalo och G.Morales. Heliconia venusta ingår i släktet Heliconia och familjen Heliconiaceae. Inga underarter finns listade.